# Regina (cognome)
Regina è un cognome di lingua italiana.

## Varianti
La Regina, Raina, Raini, Rainini, Raino, Rainone, Rainoni, Regini, Reina, Reini, Riina.

## Origine e diffusione
Il cognome è tipicamente meridionale.
Potrebbe derivare dal prenome Regina.
In Italia conta circa 551 presenze.
La variante Regini compare principalmente in Italia centrale, specialmente in Toscana, Marche, Lazio e veneziano; Reina è siciliano e lombardo; Raina compare in Piemonte e Lombardia; Raini compare in tutto il centro-nord; Rainini è tipico milanese; Raino è leccese; Rainone compare nel napoletano e salernitano; Rainoni è lombardo; Riina è tipicamente palermitano; La Regina è cosentino e salernitano; Reini è quasi unico.

## Persone
- Euplio Reina – medico italiano
- Francesco Reina – politico e letterato italiano
- Giuseppe Reina – politico e parlamentare italiano